# Гваделупски ара
Гваделупският ара (Ara guadeloupensis) е изчезнал вид птица от семейство Папагалови (Psittacidae).

## Разпространение
Видът е бил ендемичен за региона на остров Гваделупа.